# Richard Virenque
Richard Virenque (Casablanca, Marruecos, 19 de noviembre de 1969) es un exciclista francés que destacó en los años 90 como escalador.
Es el ciclista que más veces ha ganado el maillot de la montaña en el Tour de Francia, en 7 ocasiones (1994, 1995, 1996, 1997, 1999, 2003 y 2004).
Durante años fue la esperanza francesa de volver a ver a un compatriota en lo más alto del podio del Tour de Francia. Entre 1998 y 2000 se vio implicado en el llamado «escándalo Festina» y fue acusado de dopaje e incluso sancionado, lo que no le impidió seguir rindiendo a buen nivel tras cumplir la sanción.

## Biografía

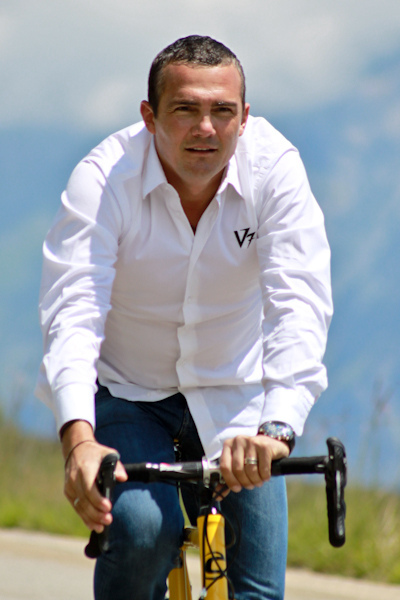
Virenque, ya retirado, en el año 2011

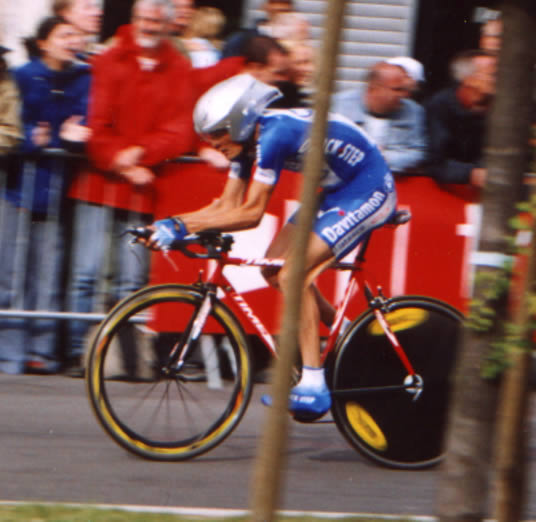
Virenque durante una contrarreloj en el Tour de Francia 2004

Richard Virenque tuvo dos épocas. Una anterior al 1998, año del Affaire Festina y otra posterior, cuando volvió de la sanción.
La etapa anterior a 1998 que se podría prolongar hasta el 2000, año en el que se hizo efectiva su sanción, se caracterizó por una progresión que le llevó a creerse con posibilidades de ser campeón del Tour. 
En 1991, inició su carrera profesional, a lo largo de la cual militaría en los equipos RMO (1991-1992), Festina (1993-1998), Polti (1999-2000), Domo-Farm Frites (2001-2002) y Quick Step-Davitamon (2003-2004). Se dio a conocer en 1992, año en que llegó a vestir el maillot amarillo en el Tour de Francia y fue segundo en la clasificación de la Montaña. Gran escalador, consiguió superar paulatinamente su desventaja en las etapas llanas y contrarreloj, y mejorar así de forma progresiva su clasificación final en el Tour (quinto en 1994, tercero en 1996 y segundo en 1997).
En el Tour de Francia 1997 tuvo una gran ocasión de conseguirlo, primero con un ataque en la ascensión a La Madeleine en la etapa con final en Courchevel, pero Jan Ullrich, líder de la clasificación general aguantó ese ataque gracias a la ayuda de Bjarne Riis, campeón el año anterior, que trabajó al servicio de Ullrich; y, después, no se entendió con sus acompañantes en una escapada en la etapa de Los Vosgos. Además, Ullrich le sacaba gran ventaja en la general, lo cual hacía difícil que ningún ataque prosperase.
En el Tour de Francia 1998 era uno de los favoritos, aunque iba de tapado, no había destacado en ninguna prueba antes del Tour. Sin embargo, el Affaire Festina cortó la carrera de Virenque y ya no dispondría de oportunidades reales de ganar la ronda francesa.
Tuvo también muy destacadas actuaciones en la prueba de fondo en carretera de distintas ediciones del Campeonato del Mundo: ganó la medalla de bronce y contribuyó a la victoria de su compañero de equipo Luc Leblanc en 1994, fue sexto en 1995 y quinto en 1996.
En su etapa posterior al Escándalo Festina, a partir de 2001, pasó a ser un corredor menos explosivo pero más inteligente, consiguiendo victorias importantes mediante escapadas a lo lejos, donde su antigua condición de escalador y su experiencia, le hizo triunfar sobre sus compañeros de escapada.
Ganó etapas en Luz Ardiden (1994), Cauterets (1995), Courchevel (1997), Morzine (2000 y 2003), Mont Ventoux (2002) y Saint-Flour (2004).
Es, también, el ciclista que más veces ha ganado el maillot de puntos rojos en el Tour de Francia, por delante de los míticos Bahamontes y Van Impe, que acredita al Rey de la Montaña, en un total de siete ocasiones. Asimismo, es el ciclista que más cotas puntuables ha pasado en primer lugar en la historia del Tour de Francia, con 86.
En el Giro de Italia ganó una etapa en Rapallo en 1999, su primera gran vuelta después del Caso Festina, y en la Vuelta a España, su mejor actuación fue un 5.º puesto en 1995. Como apunte, cabe destacar que en una ocasión fue expulsado de la Vuelta por agarrarse a un coche subiendo el Puerto de Envalira.
Fue olímpico en los Juegos Olímpicos de 1996, 2000 y 2004.
Tiene dos hijos con su exmujer Sthephanie Virenque, Clara y Darío, y actualmente tiene un negocio de joyas aparte de ser comentarista en varias pruebas ciclistas para la televisión francesa.

## Palmarés
| 1993 - 1 etapa del Tour de Limousin 1994 - 3.º en el Campeonato del Mundo en Ruta - Clasificación de la montaña del Tour de Francia , más 1 etapa - 1 etapa de la Ruta del Sur - Trofeo de los Escaladores - Boucles de l'Aulne 1995 - 2 etapas de la Dauphiné Libéré - Polynormande - Clasificación de la montaña del Tour de Francia , más 1 etapa 1996 - 3.º en el Tour de Francia, más Clasificación de la montaña y premio de la combatividad - 1 etapa de la Dauphiné Libéré - Giro del Piamonte 1997 - 2.º en el Tour de Francia, más 1 etapa, Clasificación de la montaña y premio de la combatividad - Polynormande - Gran Premio la Marsellesa | 1998 - 3.º en el Campeonato de Francia en Ruta - 1 etapa de la Dauphiné Libéré 1999 - Clasificación de la montaña del Tour de Francia - 1 etapa del Giro de Italia 2000 - 1 etapa del Tour de Francia 2001 - París-Tours 2002 - 1 etapa del Tour de Francia 2003 - 2.º en el Campeonato de Francia en Ruta - 1 etapa del Tour de Francia, más Clasificación de la montaña 2004 - 1 etapa del Tour de Francia, más Clasificación de la montaña y Premio de la Combatividad |

## Resultados en Grandes Vueltas y Campeonatos del Mundo
| Carrera         | 1991 | 1992 | 1993 | 1994 | 1995 | 1996 | 1997 | 1998 | 1999 | 2000 | 2001 | 2002 | 2003 | 2004 |
| --------------- | ---- | ---- | ---- | ---- | ---- | ---- | ---- | ---- | ---- | ---- | ---- | ---- | ---- | ---- |
| Giro de Italia  | -    | -    | -    | -    | -    | -    | -    | -    | 14.º | -    | -    | -    | -    | -    |
| Tour de Francia | -    | 25.º | 19.º | 5.º  | 9.º  | 3.º  | 2º   | Ab.  | 8.º  | 6.º  | -    | 16.º | 16.º | 15.º |
| Vuelta a España | -    | -    | -    | -    | 5.º  | -    | -    | 11.º | -    | 16.º | 24.º | -    | Ab.  | -    |

-: no participa

Ab.: abandono

## Reconocimientos
- 2.º en la Bicicleta de Oro Francesa (1994, 1995, 2003).
- 3.º en la Bicicleta de Oro Francesa (2004).

## Equipos
- R.M.O. (1991-1992)

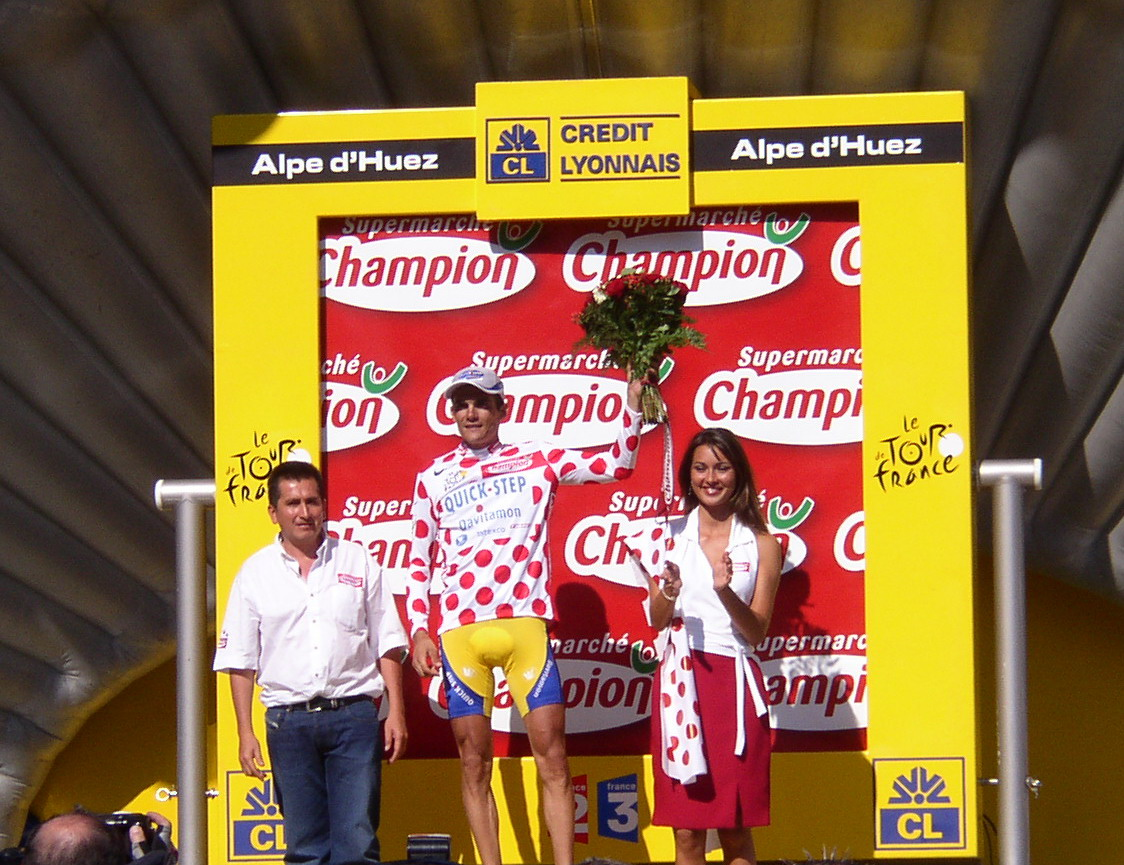
Richard Virenque con el maillot de la montaña del Tour de Francia 2003.

- Festina-Lotus (1993-1998)
- Team Polti (1999-2000)
- Domo-Farm Frites (2001-2002)
- Quick Step-Davitamon (2003-2004)

- Datos: Q439088
- Multimedia: Richard Virenque / Q439088